# Shan (taal)
Het Shan is de moedertaal van de Shan en wordt voornamelijk gesproken in de staat Shan in Myanmar. Het wordt ook gesproken in kleine geïsoleerde gebieden in andere delen van Myanmar, in Noord-Thailand, in Yunnan (China), in Laos, in Cambodja, in Vietnam en in afnemende mate in Assam en Meghalaya (India). Shan is onderdeel van de Tai-Kadai-taalfamilie en is verwant aan het Thais. Het Shan bezit vijf tonen, die niet exact overeenkomen met Thaise tonen, plus een zesde toon die wordt gebruikt voor het leggen van nadruk. De term Shan wordt ook gebruikt voor verwante noordwestelijke Tai-talen en wordt in andere Tai-talen Tai Yai of Tai Long genoemd. Het Standaardshan, ook bekend als Tachileik-Shan, is gebaseerd op het dialect van de stad Tachileik.
Het aantal Shan-sprekers is niet geheel bekend omdat het aantal etnische Shan ook onbekend is. Schattingen van het aantal etnische Shan variëren van vier miljoen tot 30 miljoen, waarvan ongeveer de helft Shan spreekt. Ethnologue schat dat er 4,6 miljoen Shan-sprekers zijn in Myanmar; het "Institute for Language and Culture" van de Mahidol-universiteit schatte het aantal Shan-sprekers in Thailand op 95.000 in 2006, hoewel dit met inbegrip van vluchtelingen uit Birma nu in totaal ongeveer een miljoen bedraagt. Veel Shan spreken zowel lokale dialecten als de taal van hun handelspartners. Vanwege de burgeroorlog in Myanmar kunnen weinig Shan vandaag de dag lezen of schrijven in het Shanalfabet, dat is afgeleid van het Birmese schrift.

## Dialecten
De Shan-dialecten die in de staat Shan worden gesproken, kunnen in drie groepen worden verdeeld, namelijk de noordelijke, zuidelijke en oostelijke dialecten, die grofweg samenvallen met geografische en moderne administratieve grenzen. De dialecten verschillen tot op zekere hoogte in woordenschat en uitspraak, maar zijn over het algemeen onderling verstaanbaar.
Terwijl het zuidelijke dialect meer woorden van het Birmaans heeft geleend, ligt het oostelijk Shan iets dichter bij het Noordelijk Thai en het Laotiaans in woordenschat en uitspraak, en het zogenaamde "Chinese Shan" in het noorden wordt sterk beïnvloed door het Yunnan-Chinees.
Een aantal woorden verschillen in beginmedeklinkers. In het noorden worden de beginletters /k/, /kʰ/ en /m/, in combinatie met bepaalde klinkers en laatste medeklinkers, uitgesproken als /tʃ/ (geschreven als ky), /tʃʰ/ (geschreven als khy) en /mj/ (geschreven als my). In het Chinese Shan wordt de beginletter /n/ /l/. In zuidwestelijke regio's wordt /m/ vaak uitgesproken als /w/. Initiaal /f/ verschijnt alleen in het oosten, terwijl het in de andere twee dialecten samenvloeit met /pʰ/.
Sommige dialecten worden beschouwd als afzonderlijke talen, zoals het Khün (door de Birmezen Kon Shan genoemd), dat wordt gesproken in de Kengtung-vallei, en het Tai Lü. Chinees Shan wordt ook wel Tai Mao genoemd, wat verwijst naar de oude Shan-staat Mong Mao. Tai Long wordt gebruikt om te verwijzen naar het dialect dat wordt gesproken in de zuidelijke en centrale regio's ten westen van de rivier Salween. Er zijn ook dialecten die nog steeds worden gesproken door een klein aantal mensen in de staat Kachin, zoals de dialecten Tai Laing en Khamti, die worden gesproken in de noordelijke regio Sagaing.
J. Marvin Brown (1965) verdeelt de drie Shan-dialecten als volgt:
1. Noord — Lashio, Birma; bevat meer Chinese invloeden
2. Zuid — Taunggyi, Birma (hoofdstad van de staat Shan); bevat meer Birmese invloeden
3. Oost — Kengtung, Birma (in de Gouden Driehoek); staat dichter bij het Noordelijk Thai en Laotiaans

## Schrift
Het Shanalfabet is gebaseerd op het Birmese schrift. Naast de basisletters van het Birmese schrift worden er door de Shan verschillende aanvullende letters gebruikt.
Basisletters:
| Letter | Latijns | IPA | Letter | Latijns | IPA  |
| ------ | ------- | --- | ------ | ------- | ---- |
| ၵ      | k       | [k] | ၶ      | kh      | [kʰ] |
| င      | ng      | [ŋ] | ၸ      | ts      | [tɕ] |
| သ      | s       | [s] | ၺ      | gn/ny   | [ɲ]  |
| တ      | t       | [t] | ၼ      | n       | [n]  |
| ပ      | p       | [p] | ၽ      | ph      | [pʰ] |
| ၾ      | f       | [f] | ယ      | y       | [j]  |
| ရ      | r       | [r] | လ      | l       | [l]  |
| ဝ      | w/v     | [w] | ႀ      | x       | [θ]  |
| ႁ      | h       | [h] | ဢ      | a       | [ʔ]  |

Klinkernotatie (in combinatie met de letter ဢ):
| Letter | Latijns | IPA     | Letter | Latijns | IPA   |
| ------ | ------- | ------- | ------ | ------- | ----- |
| ဢ      | a       | [ʔa]    | ဢႃ      | aa      | [ʔa:] |
| ဢၢ      | aa      | [ʔa:]   | ဢိ      | i       | [ʔi]  |
| ဢီ      | ii      | [ʔi:]   | ဢု      | u       | [ʔu]  |
| ဢူ      | uu      | [ʔu:]   | ဢို      | eu      | [ʔɯ]  |
| ဢိုဝ်     | eu      | [ʔɯ:]   | ေဢ      | e       | [ʔe]  |
| ဢဵ      | ei      | [ʔe]    | ႄဢ      | ae      | [ʔæ]  |
| ဢႅ      | ae      | [ʔæ]    | ဢူဝ်     | o       | [ʔo]  |
| ဢ့      | o/au    | [ʔɔ/ʔo] | ေဢႃ      | au      | [ʔɔ:] |
| ဢိူ      | oe      | [ʔɤ]    | ဢိူဝ်     | oe      | [ʔɤ:] |
| ဢ်ႂ      | aɨ      | [ʔaɯ]   | ဢႆ      | ai      | [ʔaj] |
| ဢဝ်     | aw      | [ʔaw]   |        |         |       |

Toonnotatie:
| Shan | IPA   |
| ---- | ----- |
| ၼႃ    | [nǎː] |
| ၼႃႇ    | [nàː] |
| ၼႃႈ    | [nāː] |
| ၼႃး    | [náː] |
| ၼႃႉ    | [na̰]  |